# Evesham
Evesham (/ˈiːv(ɪ)ʃəm, ˈiːsəm/) és una ciutat del Districte d'Autoritat Local de Wychavon (comtat de Worcestershire, Anglaterra, Regne Unit), amb una població d'uns 22.000 habitants.